# Wii Party
Wii Party (Wiiパーティ) is een partyspel voor de Wii-spelcomputer. Het is geschikt voor 1 tot 4 spelers en kwam uit in 2010. Het is bedoeld als gezelschapsspel voor alle leeftijden en bestaat uit circa 80 minigames. Wii Party heeft een volledig Nederlandse vertaling.

## Origineel gebruik van de Wii-afstandsbediening
In een aantal spellen wordt op originele manier gebruikgemaakt van de Wii-afstandsbediening. Zo moeten in het spel Speurneus de afstandsbedieningen verstopt worden en door een speler weer teruggevonden worden. De afstandsbedieningen maken geluidjes tijdens het zoeken. Bij twee andere spellen, Tijdbom en Woordenbom, moet een afstandsbediening doorgegeven worden. In het spel De Misleidende Mol wordt de mol bepaald door het wel of niet trillen van de afstandsbediening. Bij Dierentaal moeten de afstandsbedieningen op een tafel worden gelegd en er komen dierengeluiden uit. Wie de juiste afstandsbediening pakt heeft gewonnen.

## Mii-personages
Er wordt uitvoerig gebruikgemaakt van Mii-personages. Zelfgemaakte Mii's komen terug als speelbare figuren, in het publiek, als afbeeldingen in bingokaarten, Mii À La Carte en in introductiefilmpjes. Ook komen ze terug in het spel In Spin en als Zombie in het spel Zombiezooitje. In uitdagingsgames zijn ze er ook, zoals in Marsorder, Puzzeltuin, Stapelgek, Klavertjesjacht en in Mii op een rij.

## Pauzemenu
Het Pauzemenu wordt geopend door op de + te drukken. Deze knoppen zijn er:
| Knop             | Betekenis                                                                                   |
| ---------------- | ------------------------------------------------------------------------------------------- |
| Verdergaan       | Ga verder met het spel of de minigame.                                                      |
| Opnieuw beginnen | Begin het spel of de minigame opnieuw.                                                      |
| CPU              | Dit staat alleen bij Partygames. Laat de CPU voor je spelen, niet beschikbaar bij speler 1. |
| Stoppen          | Stop het spel of de minigame.                                                               |

## Overzicht van de spelcategorieën

### Partyspellen
Sommige spellen in deze categorie zijn klassieke spellen.
- Bordspeleiland Bordspel. Haal als eerste de top.
- Wereldreis Haal zo veel mogelijk Hotspots.
- 2 Keer 3 Haal 2 keer 3 Mii's op een rij.
- Carrousel Speel minigames om de jackpot te winnen!
- Bingo Bingo. Haal 4 Mii's op een rij.

### Duospellen
Uitsluitend speelbaar met twee personen. Samenwerking is hier het sleutelwoord.
- Verbonden vrienden Test je relatie met een vriend of vriendin.
- Balansboot Probeer 20 Mii's te balanceren op de masten van een boot.
- Rendez-vous Zoek de paren bij elkaar.

### Thuisparty
In deze spellen speelt de fysieke interactie met de Wii-afstandsbediening een belangrijke rol.
- Dierentaal Pak als eerste de juiste Wii-afstandsbediening.
- Speurneus Zoek de Wii-afstandsbedieningen.
- Tijdbom Druk op de juiste knoppen.
- Woordenbom Bedenk woorden in de goede categorie.
- Vragenvriend Wie weet het meeste over de vragenvriend?

### Uitdaging
- Marsorder Leid de Mii-personages naar hun huis.
- Puzzeltuin Geef de bloemen water via een parkoers.
- Klavertjesjacht 2 Zoek de klavertjes 4 tussen de klavertjes 3.
- Stapelgek 2 Balanceer pakjes.
- Balansbrug 2 Loop met je partner naar de overkant.
- Bananenbedrijf 2 Schuif de dozen met bananen naar de uitgang.
- Mii op een rij Schuif de blokken met Mii's erop zodat je vier Mii's op een rij krijgt.